# قطعنامه ۱۵۶۳ شورای امنیت
قطعنامه ۱۵۶۳ شورای امنیت سازمان ملل متحد که در تاریخ ۱۷ سپتامبر ۲۰۰۴ تصویب شد، سندی بین‌المللی دربارهٔ اوضاع در افغانستان است. این قطعنامه طی نشست ۵۰۳۸ام با ۱۵ رای موافق، ۰ مخالف و ۰ ممتنع تصویب شد.